# Bill Barrier
William Arthur Barrier, detto Bill (Wallace, 21 marzo 1942 – Spokane, 5 giugno 2022), è stato uno sciatore alpino statunitense.

## Biografia
Sciatore polivalente fratello di Jim, a sua volta sciatore alpino, Bill Barrier vinse il titolo nazionale di slalom speciale nel 1962; gareggiò solo saltuariamente a livello internazionale (l'ultima volta in occasione della Harriman Cup 1963, disputata a Sun Valley tra il 29 e il 31 marzo), anche a causa di numerosi infortuni, e si congedò dalle competizioni ai Campionati statunitensi 1963 (Aleyska, 4-6 aprile). Non prese parte a rassegne olimpiche o iridate.

## Palmarès

### Campionati statunitensi
- 1 medaglia (dati parziali):
  - 1 oro (slalom speciale nel 1962[1][4])